# Unione Popolare Nazionale
L'Unione Populista Nazionale (in polacco Związek Ludowo-Narodowy, ZLN) è stato un partito politico polacco di destra, espressione del movimento della Democrazia Nazionale (ND), nei primi anni della Seconda Repubblica di Polonia.

## Storia
Fu fondato nel 1919 come erede del Partito Nazional-Democratico; nel 1923 firmò il Patto di Lanckorona. Era un partito troppo debole per potere governare, ma prese comunque parte in coalizioni di governo e diresse diversi ministeri.
Tra i membri più influenti vi furono Stanisław Głąbiński e Stanisław Grabski.
Il 7 ottobre 1928, sotto la repressione del regime di Sanacja, l'Unione Popolare Nazionale si scioglie. Viene rimpiazzata dal Partito Nazionale.